# Mount Barker (Australia)
Mount Barker – miasto w Australii, w stanie Australia Zachodnia.